# Anthaxia dichroa
Anthaxia dichroa es una especie de escarabajo del género Anthaxia, familia Buprestidae. Fue descrita científicamente por Bílý en 1991.